# Jang Jin-sung
Jang Jin-sung (* 1971 in Sariwŏn, Nordkorea) ist ein koreanischer Schriftsteller.

## Leben
Jang Jin-sung studierte an einer Universität in Pjöngjang und gewann einen nationalen Dichterwettbewerb. Er wurde zu einem Poet Laureate ernannt und durfte  über den nationalen Führer Kim Jong-il Gedichte schreiben. Er führte in Nordkorea ein begünstigtes Leben.
Da Jang verbotene Literatur besaß, musste er 2004 zusammen mit einem Freund aus dem Land fliehen und gelangte über den Fluss Tumen in die Chinesische Volksrepublik. In Peking kontaktierte er die südkoreanische Botschaft, die ihn nach Südkorea brachte. Er wurde zunächst acht Monate lang vom südkoreanischen Geheimdienst ausgeforscht. Jang steht seither unter Polizeischutz, der Anschläge seitens Parteigängern des nordkoreanischen Regimes verhindern soll.
Jang betreibt in Südkorea ein Nachrichtenbüro. 2014/15 arbeitete er für ein Jahr an der Universität Leiden. Sein Erfahrungsbericht über seine Tätigkeit in Nordkorea wurde auch ins Englische übersetzt.
Jang ist mit einer Südkoreanerin verheiratet, sie haben ein Kind.

## Schriften (Auswahl)
- Dear Leader: Poet, Spy, Escapee. A Look Inside North Korea. Übersetzung ins Englische von Shirley Lee. New York : 37 Ink/Atria, 2014